# Restio fraternus
Restio fraternus är en gräsväxtart som beskrevs av Carl Sigismund Kunth. Restio fraternus ingår i släktet Restio och familjen Restionaceae. Inga underarter finns listade i Catalogue of Life.